# On-anong Homsombath
On-anong Homsombath (en laosià, ອອນອານົງ ຫອມສົມບັດ) (Vientiane, 9 de juny de 1995) és una model laosiana i guanyadora de premis de bellesa. Va ser primera subcampiona al concurs Miss Univers Laos 2017 i després va representar a Laos al concurs de Miss Univers 2018 a Bangkok, Tailàndia.

## Vida personal
Homsombath viu a Vientiane. Va estudiar Relacions Internacionals a la Universitat de Kaposvár a Hongria. Ha treballat per a la Comissió del riu Mekong. On-anong sempre ha estat un defensora de l'empoderament juvenil i de l'intercanvi cultural. Des de jove va representar el seu país, Laos en diversos programes d'intercanvi cultural. Als 15 anys, va representar els estudiants laosians sota un prestigiós programa d'intercanvi juvenil als Estats Units d'Amèrica, anomenat Programa de lideratge juvenil del sud-est asiàtic, organitzat per la Universitat de Chicago. El 2013, On-anong va representar a Laos en el 40è vaixell del Programa per a joves del sud-est asiàtic i el Japó, en el qual va passar 60 dies en el creuer que viatjava pel Japó i deu nacions d'Àsia. El 2014, On-anong també va representar Laos a la Iniciativa de lideratge juvenil del sud-est asiàtic per saludar el president Obama a Kuala Lumpur, Malàisia.

## Concursos de bellesa
Homsombath va ser coronada com a 1a subcampiona de Miss Univers Laos 2017.
Homsombath va representar Laos al concurs de Miss Univers 2018 a Bangkok, Tailàndia. També va guanyar un premi especial de Millor vestuari nacional.